# Louise Freeland Jenkins
Louise Freeland Jenkins, född 5 juli 1888 i Fitchburg i Massachusetts, död 9 maj 1970 i New Haven i Connecticut, var en amerikansk astronom som sammanställt en värdefull katalog av stjärnor inom 10 parsecs från solen och redigerat den 3:e upplagan av Yale Bright Star Catalogue.

## Biografi
Jenkins tog 1911 en grundexamen vid Mount Holyoke College och sedan en magisterexamen i astronomi 1917 vid samma institution. Från 1913 till 1915 arbetade hon på Allegheny Observatory i Pittsburgh. Därefter var hon instruktör på Mount Holyoke från 1915 till 1920.
År 1919 anslöt hon sig till American Association of Variable Star Observers och 1920 fastställde hon den korrekta rörelsen för 34 variabla stjärnor. Hon var också den förste att observera variabla stjärnor från Japan och rapporterade 164 observationer åren 1921–1923.
År 1921 flyttade Jenkins till Japan där hon blev lärare på missionsskolan Women’s Christian College. Hon flyttade tillbaka till USA 1925 efter att hennes far gått bort, men ett år senare återvände hon till Japan för att undervisa på en skola i Himeji (Hinomoto Gakuen Girl´s High School).
År 1932 återvände hon till USA och blev anställd vid Yale University Observatory. Hon var medredaktör för Astronomical Journal startad 1942, och fortsatte i denna befattning fram till 1958. Hon kom senare i sitt liv att åter besöka Japan.
Inom sin forskning noterades Jenkins också för studier av den trigonometriska parallaxen av närliggande stjärnor. Som en hedersbetygelse för hennes arbete är kratern Jenkins på månen är uppkallad efter henne.